# Урцький хребет
Урцький хребет — гірський хребет у Вірменії, в області Арарат протяжністю 28 км. Найвища точка розташована на висоті понад 2400 м н.р.м. Хребет розташований в напівпустельній зоні, на території Хосровського заповідника. На захід від хребта розташована Гораванська пустеля. Найвища точка — вершина Урц (2425 м).

## Флора і фауна
Флора південного схилу представлена галофітними формаціями і гало-гіпсофітними угрупованнями. Основною рослиною тут є полин запашний — низькорослий напівчагарник з дрібнорозсіченим сірувато-білуватим від густого опушення листям і сильним камфорним запахом. В середньому на 1 м² припадає 7 кущиків полину. Сірий колір полину зрідка оживляє ендемік Вірменського нагір'я, красива рослина — діфеліпея Турнефора (Diphelypaea tournefortii). На сухих скелястих схилах південної експозиції зростає гіпсофіла арецієвидна (Gypsophila aretioides), розвинені мигдалеві рідколісся: мигдаль Фенцля (Prunus fenzliana), наїрійський мигдаль (Prunus nairica), невеликі ділянки фісташкових або фісташково-ялівцевих рідколісь.
Урцький хребет є одним з основних місць проживання вірменського муфлона.